# بحر وافر
بحرِ وافِر، در اصطلاح عروضی، به بحر شعری گفته می‌شود که ارکان آن از تکرار «مَفاعَلَتُن» (ᴗ ᴗ – ᴗ –) یا زحافات آن تشکیل شده و از بحور متّفق‌الارکان است. وافر در لغت به معنی بسیار و فراوان است و اشعار عرب در این بحر به وفور است. (وافر: وتد مقرون و فاصله صغری «°°|°°°|/ ᴗ ᴗ – ᴗ –»)
مشهورترین وزن آن:
مفاعلتن مفاعلتن مفاعلتن مفاعلتن (ᴗ ᴗ – ᴗ | – ᴗ ᴗ – ᴗ | – ᴗ ᴗ – ᴗ | – ᴗ ᴗ – ᴗ –): بحر وافر مثمن سالم
چه شد صنما که سوی کسی به چشم رضا نمی‌نگری / ز رسم جفا نمی‌گذری طریق وفا نمی‌سپری (عروض سیفی)

## زحافات
زحافات (تغییرات) مشهور بحر وافر: (قطف - عصب):
1. فعولن: مقطوف
2. مفاعیلن: معصوب

## اوزان
اوزان پرکاربرد بحر وافر:
- مفاعلتن مفاعلتن مفاعلتن مفاعلتن: بحر وافر مثمن سالم*
- مفاعلتن مفاعلتن مفاعلتن: بحر وافر مسدس سالم*
- مفاعلتن مفاعلتن فعولن: بحر وافر مسدس مقطوف
- مفاعیلن مفاعلتن فعولن: بحر وافر مسدس معصوب مقطوف
- مفاعلتن مفاعلتن: بحر وافر مربع سالم